# 독도의용수비대
독도의용수비대(獨島義勇守備隊)는 독도 수비를 위해 결성되어 활동했던 대한민국의 민간 의용대였다. 1953년 4월 20일 독도에 상륙하여 1956년 12월 30일 국립경찰에 수비업무와 장비전부를 인계할 때까지 33명의 수비대원이 활동하였으며 1954년 12월, 9명의 대원이 울릉경찰서 경찰관에 특채되었다. 일각에서는 수비대가 1954년에 결성되었다고 주장하나, 국가보훈처에서는 1953년부터 활동하였다고 간주하고 있다.

## 배경
1948년부터 5년 동안 독도는 미공군의 폭격연습 대상이 되어 1948년 6월 8일 어선 10여 척이 침몰 또는 파손되고, 어민 14명이 사망하고 30여 명이 부상하였다. 1952년 9월 15일에도 학술조사단과 해녀, 선원 등 23명이 미공군의 공습을 받아 11월 10일 대한민국 정부가 주한미국대사관에 공식 항의하였고, 이에 1953년 3월 19일 미공군은 독도를 훈련구역에서 제외하였다.
대한민국 정부는 1952년 1월 18일 평화선을 선포하였으나, 1953년 6월 27일 일본의 수산시험선이 독도에 정박해 상륙한 후 '島根縣 隱地郡 五箇村 竹島'라고 쓰여 있는 나무 기둥을 세운 사건이 일어났다. 이 사건 직후 울릉경찰서에서는 경기관총 2문을 장착한 소형선박으로 독도를 순찰하는 순라반을 운영하였는데, 7월 11일 오전 11시 울릉경찰서 근무 순찰주임 경위 김진성, 경사 최헌식, 순경 최용득 3명으로 구성된 순라반이 일본 해상보안청 순시선 해쿠라호를 격퇴시키는 일이 발생하자 1954년 7월 한국 정부는 독도에 상주(常住) 경비초소를 운영하기로 결정하였다.

## 활동
이러한 상황에서 1953년 4월 20일부터 1956년 12월 30일까지 사이에 울릉도 주민들이 독도 영유권 확립을 위해 독도의용수비대를 결성하여 활동하였다. 1954년 11월 21일에는 독도 인근을 침범한 일본 순시선 3척 및 항공기와 격전을 벌여 일본군 십수명을 살상시키는 최대전과를 올렸다. 이 충돌은 따로 독도 대첩으로 부르고 있다.
대한민국 정부는 1954년 8월 독도의 동도에 등대와 상주 초소를 설치하였고, 9월 15일 '독도 풍경' 보통우표 3종 200만장을 발행하였으며, 같은 해 12월 31일 경상북도 경찰국은 독도의용수비대원 중 김영복, 김영호, 서기종, 양봉준, 이규현, 이상국, 정원도, 하자진, 황영문 총 9명을 울릉경찰서 경찰관으로 특별 채용하여 울릉경찰서 독도경비대로 흡수하였다.

## 논란
1966년 4월 정부는 홍순칠에게 5등 근무공로훈장을 10명에게 방위포장을 수여하고, 1996년 4월 정부는 1966년 서훈자외에 22명을 추가하여 33명에게 서훈했다. 그러나 독도의용수비대동지회와 유족회는 서훈 당시 공적조사가 제대로 이루어지 지지 않았다고 주장하고 있다.
2005년 8월 16일 국가보훈처를 방문해 진실규명을 요구했고, 민간단체인 독도수호대는 공적조서가 허위로 작성되었다며 감사원에 감사를 청구했다. 2007년 감사원은 1996년 서훈당시 공적조서가 법에서 정한 절차를 거치지 않고 작성되었고, 공적심사위원회도 거치지 않았다고 밝혔다.

## 같이 보기
- 독도
- 홍순칠
- 독도 대첩